# Герб Сінт-Мартену
Герб Сінт-Мартену був затверджений у 1985 році.
Синій колір гербового щита символізує Карибське море, а його помаранчева облямівка - правлячу в Нідерландах королівську Оранську династію. На щиті зображено будівлю місцевого суду - символ влади і справедливості, букет з гілок квітучої шавлії, яку вирощують тут на експорт, і монумент нідерландсько-французькій дружби, встановлений на кордоні між двома частинами острова, що означає зв'язки та співпрацю між ними. Увінчує герб силует бурого пелікана, характерного для місцевої фауни, що летить на тлі сонця, що сходить, уособлює природу острова і надію на його світле майбутнє. Латинський девіз означає «Ті що завжди йдуть вперед». Герб Сінт-Мартену зображений і на його прапорі, малюнок якого схожий на прапор Філіппін, а кольори підкреслюють історичні та політичні зв'язки з Нідерландами.
На острові популярний і ще один напівофіційний герб, який символізує єдність острова Святого Мартина, попри його приналежність двом колоніальним державам. На його чорному щиті зображено схрещені прапори Нідерландських Антил і Франції, над якими червоними буквами написано голландська назва острова.